# Equipe israelense na Copa Davis
A equipe israelense na Copa Davis representa Israel na Copa Davis, principal competição de tênis masculina por equipes do mundo. É administrada pela Israel Tennis Association.